# Wetzikon
Wetzikon je město v kantonu Curych ve Švýcarsku. Žije zde přibližně 24 tisíc obyvatel.

## Geografie
Wetzikon se nachází v okrese Hinwil, na Curyšské vysočině na břehu jezera Pfäffikersee. Wetzikon sdílí jezero Pfäffikersee s obcemi Seegräben a Pfäffikon. Dalšími sousedními obcemi jsou po směru hodinových ručiček Bäretswil, Hinwil, Gossau a Mönchaltorf (exkláva Heusberg, společná hranice měří necelých 500 m).
Město má šest částí: Oberwetzikon, Unterwetzikon, Ettenhausen, Kempten, Medikon a Robenhausen. 

## Historie

### Nejstarší historie

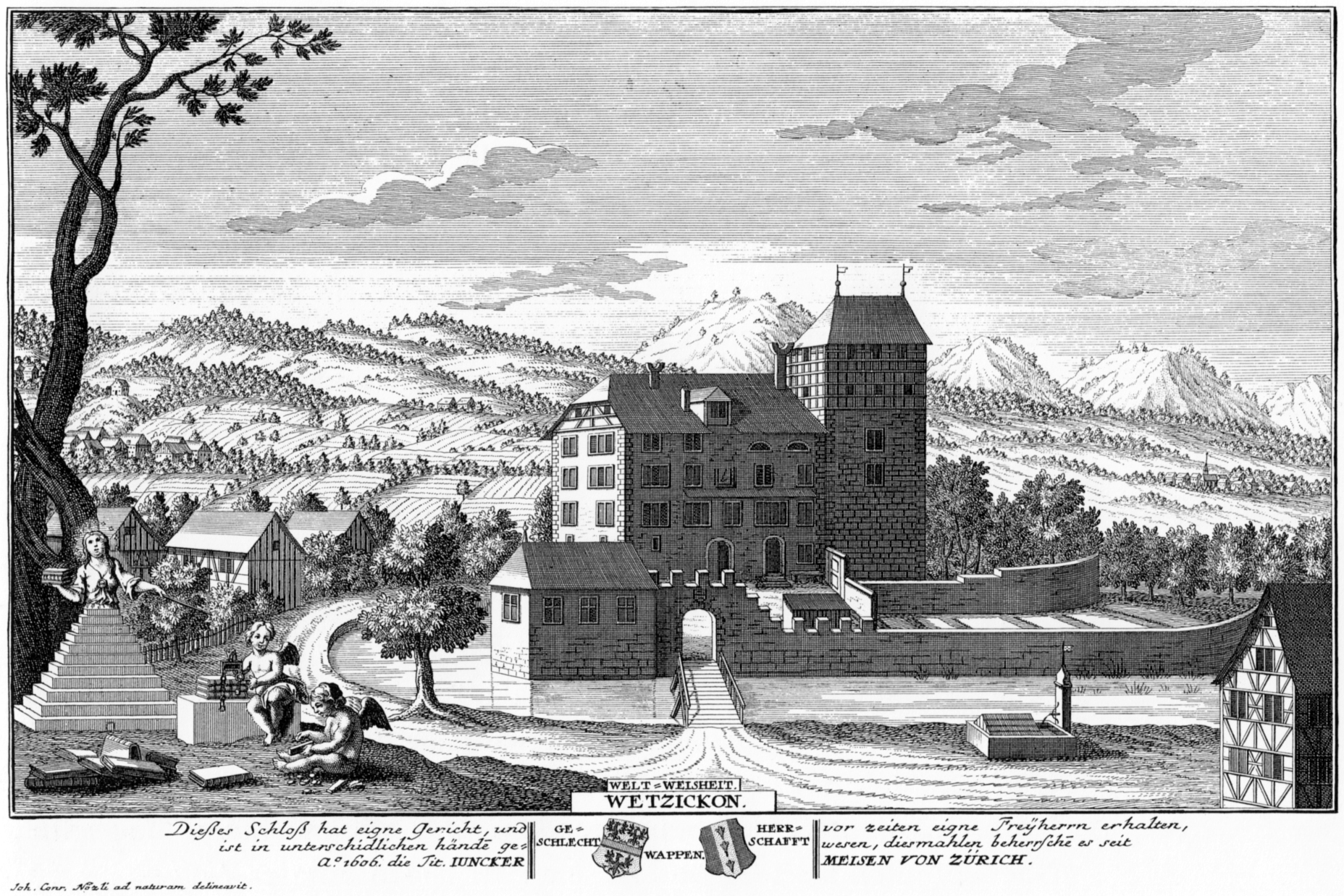
Zámek Wetzikon (1742)

Ves Wetzikon je poprvé zmiňována v listině z roku 1044 jako Weizenchovan. Jméno je utvořeno ze starohornoněmeckého mužského osobního jména Wazo nebo Wezo a znamená „u statků lidí jménem Wazo/Wezo“. Starší doklad z let 857/858 jako Ratpoldeschirichun („u ratboldského kostela“) odkazuje na Oberwetzikon; tento název lze doložit až v roce 1320.
Jak ukázaly vykopávky, Wetzikon hrál kolem roku 100 až 200 n. l. významnou roli v expanzi Římské říše. Na římské cestě, která vedla z Oberwinterthuru (římské Vitudurum) do Kempratenu přes Kempten, se údajně nacházela ulicová vesnice s tržním městem (vicus), kterou Římané nazývali „Campodunum“ nebo „Campitunum“. V blízkosti kruhového objezdu Ochsenkreisel byla objevena villa rustica z tohoto období, obytná budova s různými hospodářskými budovami, z nichž největší měla rozlohu 270 m². Vykopané základy panského sídla Kemptner dokládají víceméně stálé osídlení od doby římské.

### Středověk
Další historie Wetzikonu sahá až do vrcholného středověku. Od roku 1229 lze vysledovat barony z Wetzikonu, jejichž původ z rodu de Weihenchovan, zmiňovaného v tzv. hunfriedské listině z roku 1044, je pochybný. Nejpozději od roku 1320 pak bylo panství Wetzikon v držení rodu Ebersbergů, zatímco linie wetzikonských baronů možná pokračovala jako páni Kemptenu až do doby kolem roku 1400.
Od poloviny 13. století byli páni z Kemptenu místodržícími Habsburků, kteří v roce 1264 převzali panství Kyburgů. Gerung von Kempten držel v léno habsburské statky v Gossau. Opírat se o Habsburky byl pro pány z Kemptenu jediný způsob, jak si udržet nezávislost. Habsburkům se podařilo nastolit územní vládu nad celým krajem.
Ve 14. století získalo vzmáhající se město Curych bývalé habsburské správní obvody, včetně okrsku Greifensee s Robankem a Robenhausenem (1402), okrsku Grüningen s Kemptenem a Wetzikonem (1408) a okrsku Kyburg s Ettenhausenem (1424).

### 18.–20. století

Letecký pohled (1931)

Na jaře 1798 obsadila francouzská revoluční vojska Švýcarsko a svrhla Starou švýcarskou konfederaci. Páni z dvorů Kempten a Wetzikon museli postoupit svá privilegia nově vzniklé Helvétské republice a přišli o všechny své příjmy. Po svržení následovala válka mezi Francouzi a vojsky z Rakouska, která přišla šlechticům na pomoc. Tato válka vyčerpala pokladnu společenství. Johann Ludwig Wiser, poslední dvorní pán na zámku Wetzikon, se nakazil při stravování nemocných vojáků a v roce 1802 zemřel na nervovou horečku.
Až do počátku Helvétské republiky v roce 1798 spolu obce dnešní obce Wetzikon neměly mnoho společného. Oblast ležela na hranici tří curyšských panství: Ettenhausen patřil k panství Kyburg, sousední Kempten s Ober- a Unterwetzikonem k panství Grüningen, zatímco za Robenhausen a Robank odpovídal panství Greifensee. Kempten podléhal pánům z Kemptenu, Ober- a Unterwetzikon pánům z Wetzikonu a Walfershausenu. Až do 18. století nic nenasvědčovalo tomu, že by roztroušené vesnické obce byly později sloučeny do jedné obce.
Ve 20. letech 20. století vláda a obecní zastupitelstva požadovaly zrušení civilních korporací. Velká schůze zastupitelstev se konala 12. října 1927. Dne 17. listopadu 1928 byl veškerý obchodní a obecní majetek předán politické obci. Od té doby se dříve samostatné obce a občanské fary staly součástí obce Wetzikon.

## Obyvatelstvo

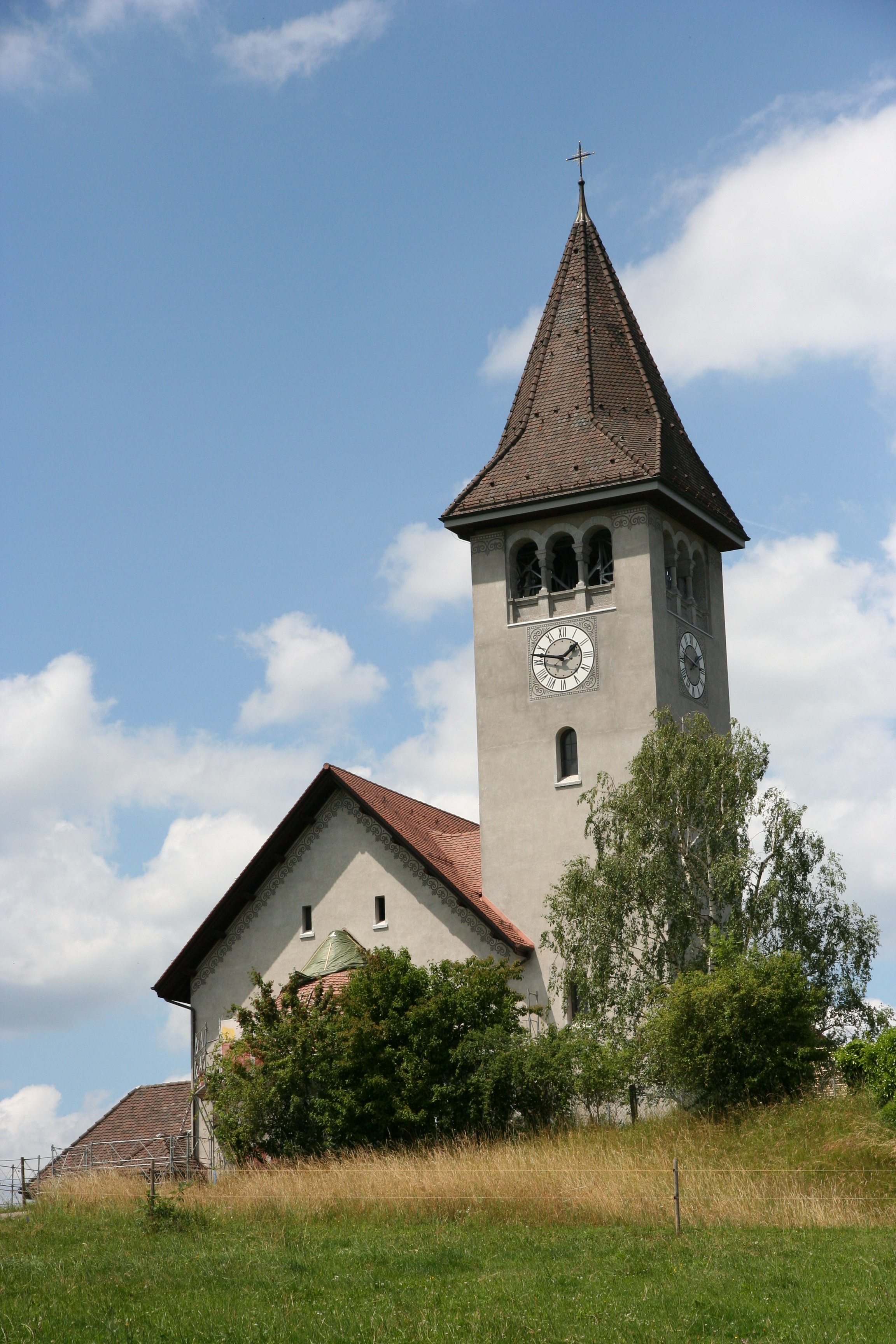
Katolický kostel

| Vývoj počtu obyvatel | Vývoj počtu obyvatel | Vývoj počtu obyvatel | Vývoj počtu obyvatel | Vývoj počtu obyvatel | Vývoj počtu obyvatel | Vývoj počtu obyvatel | Vývoj počtu obyvatel | Vývoj počtu obyvatel | Vývoj počtu obyvatel | Vývoj počtu obyvatel | Vývoj počtu obyvatel | Vývoj počtu obyvatel | Vývoj počtu obyvatel | Vývoj počtu obyvatel | Vývoj počtu obyvatel | Vývoj počtu obyvatel | Vývoj počtu obyvatel | Vývoj počtu obyvatel | Vývoj počtu obyvatel | Vývoj počtu obyvatel | Vývoj počtu obyvatel |
| -------------------- | -------------------- | -------------------- | -------------------- | -------------------- | -------------------- | -------------------- | -------------------- | -------------------- | -------------------- | -------------------- | -------------------- | -------------------- | -------------------- | -------------------- | -------------------- | -------------------- | -------------------- | -------------------- | -------------------- | -------------------- | -------------------- |
| Rok                  | 1850                 | 1900                 | 1930                 | 1950                 | 1970                 | 1980                 | 1990                 | 2000                 | 2005                 | 2010                 | 2011                 | 2012                 | 2013                 | 2014                 | 2015                 | 2016                 | 2017                 | 2018                 | 2019                 | 2020                 |                      |
| Počet obyvatel       | 3364                 | 5690                 | 6904                 | 8017                 | 13 469               | 15 750               | 16 798               | 18 079               | 19 313               | 22 081               | 22 636               | 23 254               | 23 659               | 23 887               | 24 373               | 24 564               | 24 452               | 24 764               | 24 985               | 25 038               |                      |

## Hospodářství
Wetzikon je po Usteru druhým největším hospodářským centrem na Curyšské vysočině. Město bylo známé jako centrum strojírenského průmyslu, sídlily zde již zaniklé firmy Franz Brozincevic Wetzikon neboli FBW (výroba automobilů, autobusů a trolejbusů) a Rolba AG (stroje na úpravu sněhu a ledu). Ve 21. století je největším zaměstnavatelem společnost Reichle & De-Massari, věnující se informačním technologiím. Sídlí zde také další podniky, jako například Kaba Schliesssysteme, Elma Electronic a banka Avera Genossenschaft. Společnost Daimler AG zásobuje švýcarský trh náhradními díly prostřednictvím svého evropského logistického centra ve Wetzikonu.
Mezi největší zaměstnavatele patří Zürcher Oberland Healthcare Centre GZO (regionální nemocnice, od roku 2008 akciová společnost) se 700 zaměstnanci, Zürcher Oberland Cantonal School KZO se 170 pedagogickými pracovníky a nemocnice Sonnweid s 280 zaměstnanci.

## Doprava

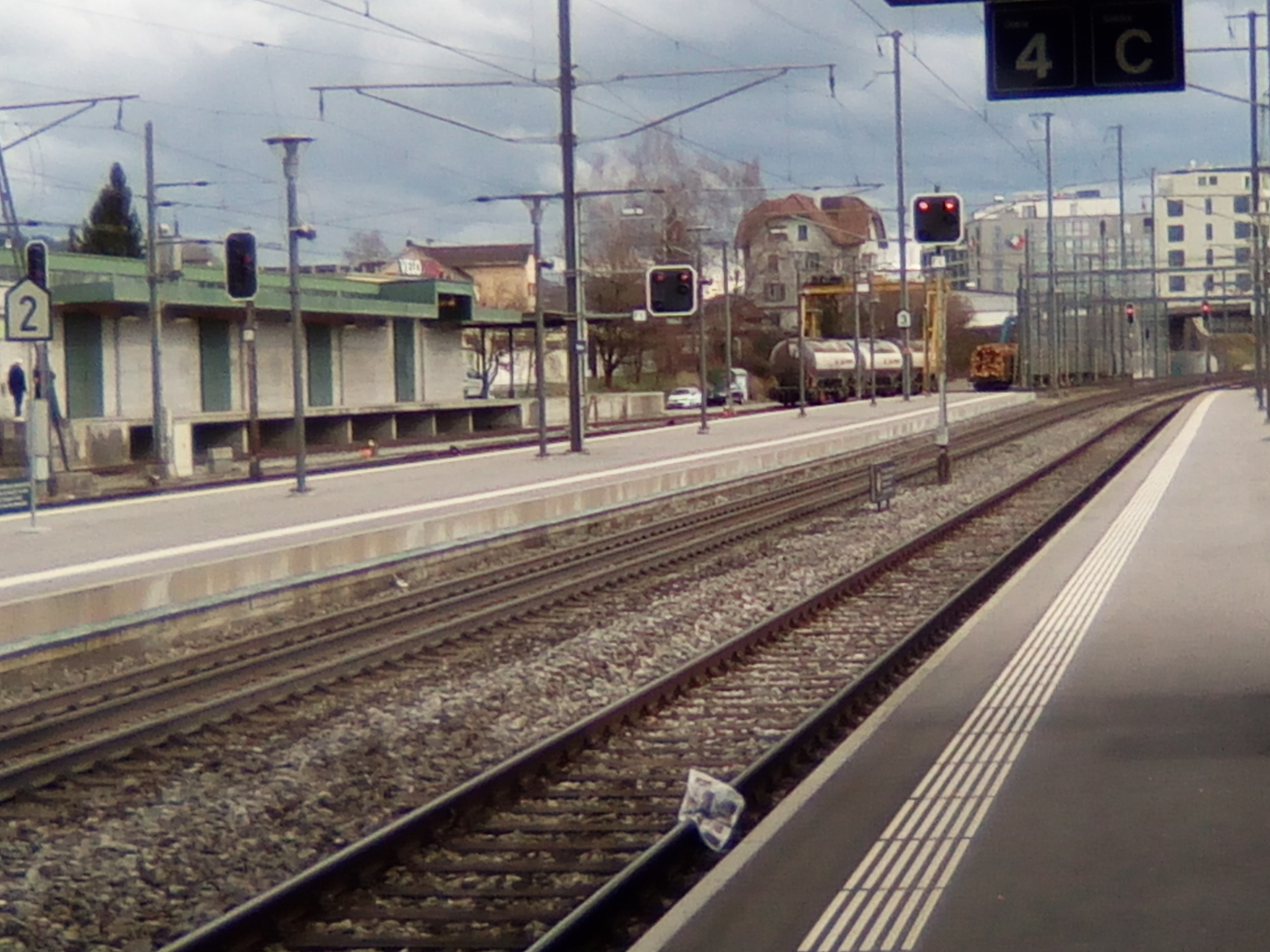
Železniční stanice Wetzikon

Wetzikon je regionálním dopravním uzlem, kde se stýká řada vlakových i autobusových linek v rámci dopravního svazu VZO Zürich. Ve Wetzikonu se nacházejí dvě železniční stanice: Wetzikon a Kempten. Wetzikon obsluhují vlakové linky curyšské S-Bahn S3, S5, S14 a S15.
Město Wetzikon je také křižovatkou důležitých silničních tahů do Curychu, Rapperswilu a Curyšské vysočiny. Ve směru od údolí Aathal vede kolem Wetzikonu silnice Zürcherstrasse do Hinwilu a Pfäffikerstrasse z Pfäffikonu. Dálnice je vzdálena jen několik minut jízdy autem. Hustou dálniční sítí se lze dostat do měst Winterthur, St. Gallen a na hranice s Německem.

## Pamětihodnosti
Ve městě se nachází muzeum a reformovaný kostel založený v 9. století, jehož stávající podoba pochází z roku 1897.
Nedaleko města leží bažina Robenhauser Ried, v níž nalezl roku 1858 místní rolník Jakob Messikommer pozůstatky pravěké stavby, která byla zapsána na seznam Světové dědictví jako jedno z prehistorických kůlových obydlí v Alpách.

## Sport
Nachází se zde curlingová hala, v níž se každoročně koná turnaj ženské World Curling Tour. V roce 1980 se ve městě konalo mistrovství světa v cyklokrosu.

## Partnerská města
- Mělník, Česko